# Château fort de la Chaize-le-Vicomte
Le château de La Chaize-le-Vicomte est ce qui reste d'un ancien château fort qui fut construit peu avant le XIIe siècle. Aujourd'hui, il en subsiste qu'un pan d'enceinte située rue des Basses-Prisons, c'est-à-dire une muraille épaisse flanquée d'une grosse tour d'angle et de trois tours de flanquement demi-rondes.
Une chapelle était située dans l'enceinte. L'église Saint-Nicolas fut construite peu après, et faisait partie d'un prieuré situé à part du château.

## Histoire
La construction du château fort s'effectue en 1069, sous les ordres du vicomte de Thouars Aimery IV. Il revenait de la bataille d'Hastings et avait décidé de construire une demeure fortifiée à la place d'un relais de chasse de famille. Il construisit un château ceint d'une muraille et équipé d'une chapelle castrale, qui deviendra plus tard l'église Saint-Jean-Baptiste. Cette dernière sera démolie en 1812, et s'ensuivra la construction de l'actuelle maison noble en place pour place en 1825.

## Architecture
Le château fort ayant disparu, il ne reste que quelques vestiges, essentiellement le pan Ouest de l'enceinte. De l'allure générale du château, il ne reste que des plans cadastraux napoléoniens qui laissent deviner le plan de masse.
En observant les remparts de la rue des Basses-Prisons, on voit que la maçonnerie est majoritairement en granit rose, et les pierres sont collées avec un mortier de terre. L'appareillage des pierres est assez grossier, les pierres ne sont pas taillées en surfaces planes, ce qui est compréhensible, le granit étant bien plus dur à tailler que le calcaire.
La grosse tour cylindrique Nord, qui était une tour d'angle faisant la jonction entre la muraille Nord et la muraille Ouest, fait environ 8 mètres de diamètre. Sa terrasse, surmontée de créneaux et d'une sorte de kiosque, ne sont certainement pas d'origine. La tour, ainsi que le reste des murailles, devaient culminer plus haut à l'époque.
Les deux autres tours de flanquement de la muraille Ouest, en "fer à cheval", sont moins grosses, environ 4 mètres de diamètre. Toutes ces tours ont des meurtrières, et les courtines sont aussi percées de meurtrières par endroits.